# Partit Nacional de Centre
El Partit Nacional de Centre (en anglès National Centre Party, NCP) fou un partit polític irlandès fundat el 1932 pels quatre diputats del Farmer's Party i alguns independents.
Entre els principals líders hi havia Frank MacDermott, diputat per Roscommon i James Dillon, fill de John Dillon, últim líder del Partit Parlamentari Irlandès. A les eleccions al Dáil Éireann de 1933 va obtenir 11 escons i va participar en un govern de coalició amb el Fianna Fáil.
El setembre de 1933 es va unir al Cumann na nGaedheal (oposició formal) i l'Army Comrades Association (més coneguts com a Blueshirts) per a fundar el Fine Gael. Alguns diputats no acceptaren la unió i continuaren com a independents. I tot i que Frank MacDermot fou nomenat vicepresident del partit, va diferir en algunes de les decisions del seu partit, com l'acceptació de l'entrada d'Irlanda a la Commonwealth, va dimitir i continuà a les eleccions com independent.

## Resultats electorals

### Eleccions legislatives
| Any  | Líder           | Vots    | %    | Escons   | ±  | Pos. | Govern   |
| ---- | --------------- | ------- | ---- | -------- | -- | ---- | -------- |
| 1933 | Frank MacDermot | 126,909 | 9.2% | 11 / 153 | 11 | 3r   | Oposició |